# Pârgărești
Pârgărești – wieś w Rumunii, w okręgu Bacău, w gminie Pârgărești. W 2011 roku liczyła 914 mieszkańców.